# Colaspis lata
Colaspis lata är en skalbaggsart som beskrevs av Schaeffer 1934. Colaspis lata ingår i släktet Colaspis och familjen bladbaggar. Inga underarter finns listade i Catalogue of Life.